# Salix ambigua
Salix ambigua är en videväxtart. Salix ambigua ingår i släktet viden, och familjen videväxter.

## Underarter
Arten delas in i följande underarter:
- S. a. ambigua
- S. a. maritima